# 满慎刚
满慎刚（1969年3月—），河南台前人，汉族，中国共产党党员。中华人民共和国政治人物、第十三届全国人民代表大会山东省代表。

## 生平
2013年5月，任山东能源枣庄矿业(集团)有限责任公司总经理。
2016年3月，任山东能源枣庄矿业(集团)有限责任公司董事长、党委书记。
2020年7月29日，任山东能源集团有限公司总经理、党委副书记、董事。
2018年，满慎刚被选为山东省出席第十三届全国人民代表大会代表。